# Чемпіонат світу з важкої атлетики 2017
Чемпіонат світу з важкої атлетики 2017 пройшов у Анагаймі, США з 28 листопада по 5 грудня 2017 року.

## Допінгові дискваліфікації
Згідно рішення IWF збірні, у складі яких будуть виявлені не менше трьох позитивних допінгових проб пртягом перепровірки проб з Олімпійських ігор 2008 та 2012 років будуть дискваліфіковані на рік.
Відстороненими збірними стали: Росія, Китай, Казахстан, Вірменія, Туреччина, Молдова, Україна, Білорусь та Азербайджан.

## Результати

### Чоловіки
| Вид     | Золото                     | Золото   | Срібло                          | Срібло | Бронза                       | Бронза |
| 56 кг   | 56 кг                      | 56 кг    | 56 кг                           | 56 кг  | 56 кг                        | 56 кг  |
| ------- | -------------------------- | -------- | ------------------------------- | ------ | ---------------------------- | ------ |
| Ривок   | Тчан Кім Туан В'єтнам      | 126 кг   | Ле Кок Тоан Тран В'єтнам        | 119 кг | Хосуе Брачі Іспанія          | 118 кг |
| Поштовх | Тчан Кім Туан В'єтнам      | 153 кг   | Вітун Мінгмун Таїланд           | 152 кг | Ле Кок Тоан Тран В'єтнам     | 151 кг |
| Загалом | Тчан Кім Туан В'єтнам      | 279 кг   | Ле Кок Тоан Тран В'єтнам        | 270кг  | Вітун Мінгмун Таїланд        | 267 кг |
| 62 кг   |                            |          |                                 |        |                              |        |
| Ривок   | Чінь Ван Вінь В'єтнам      | 136 кг   | Хань Мен Мок Південна Корея     | 135 кг | Адхамджон Ергашев Узбекистан | 135 кг |
| Поштовх | Франсіско Москера Колумбія | 170 кг   | Хосе Монтес Мексика             | 167 кг | Антоніо Велазкес Мексика     | 165 кг |
| Загалом | Франсіско Москера Колумбія | 300 кг   | Йоіті Ітоказу Японія            | 299 кг | Шота Мішвелідзе Грузія       | 298 кг |
| 69 кг   |                            |          |                                 |        |                              |        |
| Ривок   | Вон Чон Cік Південна Корея | 148 кг   | Тайрат Бунсук Таїланд           | 147 кг | Мірко Занні Італія           | 144 кг |
| Поштовх | Достон Йокубов Узбекистан  | 179 кг   | Вон Чон Cік Південна Корея      | 178 кг | Бернарден Матам Франція      | 177 кг |
| Загалом | Вон Чон Cік Південна Корея | 326 кг   | Тайрат Бунсук Таїланд           | 321 кг | Бернарден Матам Франція      | 318 кг |
| 77 кг   |                            |          |                                 |        |                              |        |
| Ривок   | Мохамед Ігаб Єгипет        | 165 кг   | Реджепбай Реджепов Туркменістан | 158 кг | Думітру Каптарі Румунія      | 156 кг |
| Поштовх | Мохамед Ігаб Єгипет        | 196 кг   | Реджепбай Реджепов Туркменістан | 194 кг | Гаррісон Маурус США          | 193 кг |
| Загалом | Мохамед Ігаб Єгипет        | 361 кг   | Реджепбай Реджепов Туркменістан | 352 кг | Гаррісон Маурус США          | 348 кг |
| 85 кг   |                            |          |                                 |        |                              |        |
| Ривок   | Арлей Мендес Чилі          | 175 кг   | К'януш Ростамі Іран             | 174 кг | Антоніно Піццолато Італія    | 162 кг |
| Поштовх | Арлей Мендес Чилі          | 203 кг   | Кшиштоф Зварич Польща           | 197 кг | Ромен Імадучін Франція       | 196 кг |
| Загалом | Арлей Мендес Чилі          | 378 кг   | Кшиштоф Зварич Польща           | 359 кг | Антоніно Піццолато Італія    | 358 кг |
| 94 кг   |                            |          |                                 |        |                              |        |
| Ривок   | Сохраб Мораді Іран         | 184 кг   | Фарходбек Собіров Узбекистан    | 183 кг | Аурімас Дідзбаліс Литва      | 176 кг |
| Поштовх | Сохраб Мораді Іран         | 233 кгСР | Фаріс Ібрагім Катар             | 220 кг | Айоуб Мусаві Іран            | 214 кг |
| Загалом | Сохраб Мораді Іран         | 417 кгСР | Аурімас Дідзбаліс Литва         | 388 кг | Айоуб Мусаві Іран            | 385 кг |
| 105 кг  |                            |          |                                 |        |                              |        |
| Ривок   | Алі Хашемі Іран            | 183 кг   | Іван Єфремов Узбекистан         | 182 кг | Хорхе Арройо Еквадор         | 181 кг |
| Поштовх | Со Хі Йоп Південна Корея   | 222 кг   | Артурс Плесніекс Латвія         | 222 кг | Алі Хашемі Іран              | 221 кг |
| Загалом | Алі Хашемі Іран            | 404 кг   | Артурс Плесніекс Латвія         | 402 кг | Іван Єфремов Узбекистан      | 399 кг |
| +105 кг |                            |          |                                 |        |                              |        |
| Ривок   | Лаша Талахадзе Грузія      | 220 кгСР | Бегдад Салімі Іран              | 211 кг | Саід Аліхоссейні Іран        | 203 кг |
| Поштовх | Лаша Талахадзе Грузія      | 257 кг   | Март Сейм Естонія               | 253 кг | Саід Аліхоссейні Іран        | 251 кг |
| Загалом | Лаша Талахадзе Грузія      | 477 кгСР | Саід Аліхоссейні Іран           | 454 кг | Бегдад Салімі Іран           | 453 кг |

### Жінки
| Вид     | Золото                       | Золото | Срібло                                    | Срібло | Бронза                                    | Бронза |
| 48 кг   | 48 кг                        | 48 кг  | 48 кг                                     | 48 кг  | 48 кг                                     | 48 кг  |
| ------- | ---------------------------- | ------ | ----------------------------------------- | ------ | ----------------------------------------- | ------ |
| Ривок   | Тхуня Сукхароен Таїланд      | 86 кг  | Мірабі Чану Сайхом Індія                  | 85 кг  | Ана Сегура Колумбія                       | 81 кг  |
| Поштовх | Мірабі Чану Сайхом Індія     | 109 кг | Тхуня Сукхароен Таїланд                   | 107 кг | Чірафан Нантхавонг Таїланд                | 102 кг |
| Загалом | Мірабі Чану Сайхом Індія     | 194 кг | Тхуня Сукхароен Таїланд                   | 193 кг | Ана Сегура Колумбія                       | 182 кг |
| 53 кг   |                              |        |                                           |        |                                           |        |
| Ривок   | Сопіта Танасан Таїланд       | 96 кг  | Сюй Шуцзін Китайський Тайбей              | 93 кг  | Крістіна Серметова Туркменістан           | 91 кг  |
| Поштовх | Сопіта Танасан Таїланд       | 114 кг | Хіділін Діас Філіппіни                    | 113 кг | Крістіна Серметова Туркменістан           | 113 кг |
| Загалом | Сопіта Танасан Таїланд       | 210 кг | Крістіна Серметова Туркменістан           | 204 кг | Хіділін Діас Філіппіни                    | 199 кг |
| 58 кг   |                              |        |                                           |        |                                           |        |
| Ривок   | Суканія Срісурат Таїланд     | 105 кг | Ко Сінчунь Китайський Тайбей              | 105 кг | Ребека Коха Латвія                        | 101 кг |
| Поштовх | Ко Сінчунь Китайський Тайбей | 135 кг | Мікіко Андо Японія                        | 126 кг | Александра Ескобар Еквадор                | 122 кг |
| Загалом | Ко Сінчунь Китайський Тайбей | 240 кг | Суканія Срісурат Таїланд                  | 225 кг | Ребека Коха Латвія                        | 222 кг |
| 63 кг   |                              |        |                                           |        |                                           |        |
| Ривок   | Лоредана Тома Румунія        | 109 кг | Мод Шаррон Канада                         | 102 кг | Ліна Рівас Колумбія                       | 101 кг |
| Поштовх | Лоредана Тома Румунія        | 128 кг | Раттанаван Вамалун Таїланд                | 127 кг | Ліна Рівас Колумбія                       | 124 кг |
| Загалом | Лоредана Тома Румунія        | 237 кг | Ліна Рівас Колумбія                       | 225 кг | Мерседес Перес Колумбія                   | 225 кг |
| 69 кг   |                              |        |                                           |        |                                           |        |
| Ривок   | Ромела Бегай Албанія         | 107 кг | Міярет Мендоса Колумбія                   | 106 кг | Метті Роджерс США                         | 104 кг |
| Поштовх | Сара Ахмед Єгипет            | 136 кг | Лейді Соліс Колумбія                      | 135 кг | Метті Роджерс США                         | 131 кг |
| Загалом | Лейді Соліс Колумбія         | 239 кг | Ромела Бегай Албанія                      | 235 кг | Метті Роджерс США                         | 235 кг |
| 75 кг   |                              |        |                                           |        |                                           |        |
| Ривок   | Лідія Валентін Іспанія       | 118 кг | Нейсі Дахомес Еквадор                     | 108 кг | Анхцецег Мунхжанцан Монголія              | 107 кг |
| Поштовх | Лідія Валентін Іспанія       | 140 кг | Гаель Найо-Кетчанке Франція               | 134 кг | Нейсі Дахомес Еквадор                     | 132 кг |
| Загалом | Лідія Валентін Іспанія       | 258 кг | Нейсі Дахомес Еквадор                     | 240 кг | Гаель Найо-Кетчанке Франція               | 237 кг |
| 90 кг   |                              |        |                                           |        |                                           |        |
| Ривок   | Анастасія Готфрід Грузія     | 120 кг | Крісмері Сантана Домініканська Республіка | 113 кг | Оліба Нієве Еквадор                       | 112 кг |
| Поштовх | Марія Фернанда Вальдес Чилі  | 146 кг | Анастасія Готфрід Грузія                  | 145 кг | Крісмері Сантана Домініканська Республіка | 141 кг |
| Загалом | Анастасія Готфрід Грузія     | 265 кг | Марія Фернанда Вальдес Чилі               | 255 кг | Крісмері Сантана Домініканська Республіка | 254 кг |
| +90 кг  |                              |        |                                           |        |                                           |        |
| Ривок   | Сара Роблес США              | 126 кг | Лорел Габбард Нова Зеландія               | 124 кг | Таня Маскорро Мексика                     | 119 кг |
| Поштовх | Сара Роблес США              | 158 кг | Шайма Халаф Єгипет                        | 153 кг | Дуангаксорн Чаідії Таїланд                | 152 кг |
| Загалом | Сара Роблес США              | 284 кг | Лорел Габбард Нова Зеландія               | 275 кг | Шайма Халаф Єгипет                        | 268 кг |

## Медальний залік
Залік по великим (сума двоєборства) медалям
| Місце   | Країна                   | Золото | Срібло | Бронза | Загалом |
| ------- | ------------------------ | ------ | ------ | ------ | ------- |
| 1       | Колумбія                 | 2      | 1      | 2      | 5       |
| 1       | Іран                     | 2      | 1      | 2      | 5       |
| 3       | Грузія                   | 2      | 0      | 1      | 3       |
| 4       | Таїланд                  | 1      | 3      | 1      | 5       |
| 5       | Чилі                     | 1      | 1      | 0      | 2       |
| 5       | В'єтнам                  | 1      | 1      | 0      | 2       |
| 7       | США                      | 1      | 0      | 2      | 3       |
| 8       | Єгипет                   | 1      | 0      | 1      | 2       |
| 9       | Китайський Тайбей        | 1      | 0      | 0      | 1       |
| 9       | Індія                    | 1      | 0      | 0      | 1       |
| 9       | Румунія                  | 1      | 0      | 0      | 1       |
| 9       | Південна Корея           | 1      | 0      | 0      | 1       |
| 9       | Іспанія                  | 1      | 0      | 0      | 1       |
| 14      | Туркменістан             | 0      | 2      | 0      | 2       |
| 15      | Латвія                   | 0      | 1      | 1      | 2       |
| 16      | Албанія                  | 0      | 1      | 0      | 1       |
| 16      | Еквадор                  | 0      | 1      | 0      | 1       |
| 16      | Японія                   | 0      | 1      | 0      | 1       |
| 16      | Литва                    | 0      | 1      | 0      | 1       |
| 16      | Нова Зеландія            | 0      | 1      | 0      | 1       |
| 16      | Польща                   | 0      | 1      | 0      | 1       |
| 22      | Франція                  | 0      | 0      | 2      | 2       |
| 23      | Домініканська Республіка | 0      | 0      | 1      | 1       |
| 23      | Італія                   | 0      | 0      | 1      | 1       |
| 23      | Філіппіни                | 0      | 0      | 1      | 1       |
| 23      | Узбекистан               | 0      | 0      | 1      | 1       |
| Загалом | Загалом                  | 16     | 16     | 16     | 48      |

Залік по всім медалям: великим (сума двоєборства) та малим (ривок та поштовх)
| Місце   | Країна                   | Золото | Срібло | Бронза | Загалом |
| ------- | ------------------------ | ------ | ------ | ------ | ------- |
| 1       | Таїланд                  | 5      | 7      | 3      | 15      |
| 2       | Іран                     | 5      | 3      | 6      | 14      |
| 3       | Грузія                   | 5      | 1      | 1      | 7       |
| 4       | В'єтнам                  | 4      | 2      | 1      | 7       |
| 5       | Єгипет                   | 4      | 1      | 1      | 6       |
| 6       | Чилі                     | 4      | 1      | 0      | 5       |
| 7       | Колумбія                 | 3      | 3      | 5      | 11      |
| 8       | Південна Корея           | 3      | 2      | 0      | 5       |
| 9       | США                      | 3      | 0      | 5      | 8       |
| 10      | Румунія                  | 3      | 0      | 1      | 4       |
| 10      | Іспанія                  | 3      | 0      | 1      | 4       |
| 12      | Китайський Тайбей        | 2      | 2      | 0      | 4       |
| 13      | Індія                    | 2      | 1      | 0      | 3       |
| 14      | Узбекистан               | 1      | 2      | 2      | 5       |
| 15      | Албанія                  | 1      | 1      | 0      | 2       |
| 16      | Туркменістан             | 0      | 4      | 2      | 6       |
| 17      | Еквадор                  | 0      | 2      | 4      | 6       |
| 18      | Латвія                   | 0      | 2      | 2      | 4       |
| 19      | Японія                   | 0      | 2      | 0      | 2       |
| 19      | Нова Зеландія            | 0      | 2      | 0      | 2       |
| 19      | Польща                   | 0      | 2      | 0      | 2       |
| 22      | Франція                  | 0      | 1      | 4      | 5       |
| 23      | Домініканська Республіка | 0      | 1      | 2      | 3       |
| 23      | Мексика                  | 0      | 1      | 2      | 3       |
| 25      | Литва                    | 0      | 1      | 1      | 2       |
| 25      | Філіппіни                | 0      | 1      | 1      | 2       |
| 27      | Канада                   | 0      | 1      | 0      | 1       |
| 27      | Естонія                  | 0      | 1      | 0      | 1       |
| 27      | Катар                    | 0      | 1      | 0      | 1       |
| 30      | Італія                   | 0      | 0      | 3      | 3       |
| 31      | Монголія                 | 0      | 0      | 1      | 1       |
| Загалом | Загалом                  | 48     | 48     | 48     | 144     |

## Командний залік
| Місце | Країна         | Очки |
| ----- | -------------- | ---- |
| 1     | Іран           | 509  |
| 2     | Південна Корея | 454  |
| 3     | Узбекистан     | 354  |
| 4     | Іспанія        | 340  |
| 5     | Колумбія       | 337  |
| 6     | Японія         | 318  |

| Місце | Країна   | Очки |
| ----- | -------- | ---- |
| 1     | Таїланд  | 495  |
| 2     | США      | 467  |
| 3     | Колумбія | 466  |
| 4     | Еквадор  | 439  |
| 5     | Мексика  | 402  |
| 6     | Японія   | 389  |

## Країни учасниці
У змаганнях взяло участь 315 спортсменів з 63 країн світу.
| - Албанія (5) - Алжир (1) - Австрія (1) - Бельгія (1) - Бразилія (6) - Болгарія (5) - Камерун (4) - Канада (9) - Чилі (2) - Китайський Тайбей (11) - Колумбія (16) - Хорватія (1) - Кіпр (1) - Чехія (4) - Данія (3) - Домініканська Республіка (1) - Еквадор (11) - Єгипет (5) - Естонія (2) - Фіджі (2) - Фінляндія (5) | - Франція (7) - Грузія (4) - Німеччина (8) - Гана (3) - Велика Британія (5) - Угорщина (2) - Ісландія (4) - Індія (8) - Іран (8) - Ірак (1) - Ірландія (1) - Ізраїль (5) - Італія (8) - Японія (15) - Латвія (2) - Ліван (1) - Литва (4) - Малайзія (1) - Маврикій (1) - Мексика (11) - Монголія (3) | - Нова Зеландія (2) - Норвегія (2) - Перу (5) - Філіппіни (2) - Польща (5) - Катар (1) - Румунія (6) - Саудівська Аравія (6) - Сербія (1) - Словаччина (1) - ПАР (1) - Південна Корея (11) - Іспанія (10) - Швеція (2) - Таїланд (16) - Туніс (1) - Туркменістан (5) - Уганда (2) - США (16) - Узбекистан (10) - В'єтнам (12) |